# 東経25度線

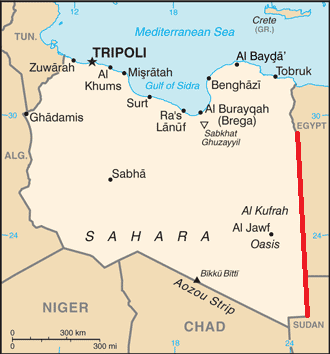
東経25度線はリビアの東の国境（エジプト、スーダンと接する）になっている。

東経25度線（とうけい25どせん）は、本初子午線面から東へ25度の角度を成す経線である。北極点から北極海、ヨーロッパ、地中海、アフリカ、インド洋、南極海、南極大陸を通過して南極点までを結ぶ。
東経25度線は、西経155度線と共に大円を形成する。
リビアとエジプトの国境の大部分は東経25度線である。また、リビアとスーダンとの国境の一部にもなっている。

## 通過する地域一覧
東経25度線は、北極点から南極点まで南に向かって以下の場所を通っている。
| 地理座標                                             | 国土・領土・領海        | 備考                                                                                       |
| ---------------------------------------------------- | ----------------------- | ------------------------------------------------------------------------------------------ |
| 北緯90度0分 東経25度0分 / 北緯90.000度 東経25.000度  | 北極海                  |                                                                                            |
| 北緯80度15分 東経25度0分 / 北緯80.250度 東経25.000度 | ノルウェー              | 北東島（スヴァールバル諸島）                                                               |
| 北緯79度20分 東経25度0分 / 北緯79.333度 東経25.000度 | バレンツ海              |                                                                                            |
| 北緯76度29分 東経25度0分 / 北緯76.483度 東経25.000度 | ノルウェー              | ホーペン島（スヴァールバル諸島）                                                           |
| 北緯76度26分 東経25度0分 / 北緯76.433度 東経25.000度 | バレンツ海              |                                                                                            |
| 北緯71度2分 東経25度0分 / 北緯71.033度 東経25.000度  | ノルウェー              |                                                                                            |
| 北緯68度37分 東経25度0分 / 北緯68.617度 東経25.000度 | フィンランド            |                                                                                            |
| 北緯65度38分 東経25度0分 / 北緯65.633度 東経25.000度 | バルト海                | ボスニア湾                                                                                 |
| 北緯65度3分 東経25度0分 / 北緯65.050度 東経25.000度  | フィンランド            | ハイルオト島                                                                               |
| 北緯65度2分 東経25度0分 / 北緯65.033度 東経25.000度  | バルト海                | ボスニア湾                                                                                 |
| 北緯64度55分 東経25度0分 / 北緯64.917度 東経25.000度 | フィンランド            | ヘルシンキを通過                                                                           |
| 北緯60度10分 東経25度0分 / 北緯60.167度 東経25.000度 | バルト海                | フィンランド湾                                                                             |
| 北緯59度39分 東経25度0分 / 北緯59.650度 東経25.000度 | エストニア              | プラングリ島（英語版）                                                                     |
| 北緯59度37分 東経25度0分 / 北緯59.617度 東経25.000度 | バルト海                | フィンランド湾                                                                             |
| 北緯59度29分 東経25度0分 / 北緯59.483度 東経25.000度 | エストニア              | タリンのすぐ東を通過                                                                       |
| 北緯58度0分 東経25度0分 / 北緯58.000度 東経25.000度  | ラトビア                |                                                                                            |
| 北緯56度18分 東経25度0分 / 北緯56.300度 東経25.000度 | リトアニア              |                                                                                            |
| 北緯54度9分 東経25度0分 / 北緯54.150度 東経25.000度  | ベラルーシ              |                                                                                            |
| 北緯51度55分 東経25度0分 / 北緯51.917度 東経25.000度 | ウクライナ              |                                                                                            |
| 北緯47度44分 東経25度0分 / 北緯47.733度 東経25.000度 | ルーマニア              |                                                                                            |
| 北緯43度44分 東経25度0分 / 北緯43.733度 東経25.000度 | ブルガリア              |                                                                                            |
| 北緯41度23分 東経25度0分 / 北緯41.383度 東経25.000度 | ギリシャ                |                                                                                            |
| 北緯40度57分 東経25度0分 / 北緯40.950度 東経25.000度 | 地中海                  | エーゲ海 - リムノス島（ ギリシャ）のすぐ西を通過                                           |
| 北緯39度33分 東経25度0分 / 北緯39.550度 東経25.000度 | ギリシャ                | アイオス・エフストラティオス島                                                             |
| 北緯39度29分 東経25度0分 / 北緯39.483度 東経25.000度 | 地中海                  | エーゲ海                                                                                   |
| 北緯37度46分 東経25度0分 / 北緯37.767度 東経25.000度 | ギリシャ                | アンドロス島の最東端を通過                                                                 |
| 北緯37度46分 東経25度0分 / 北緯37.767度 東経25.000度 | 地中海                  | エーゲ海                                                                                   |
| 北緯37度40分 東経25度0分 / 北緯37.667度 東経25.000度 | ギリシャ                | ティノス島                                                                                 |
| 北緯37度38分 東経25度0分 / 北緯37.633度 東経25.000度 | 地中海                  | エーゲ海 - シキノス島（ ギリシャ）のすぐ東を通過                                           |
| 北緯36度59分 東経25度0分 / 北緯36.983度 東経25.000度 | ギリシャ                | デスポティコ島（英語版）                                                                   |
| 北緯36度57分 東経25度0分 / 北緯36.950度 東経25.000度 | 地中海                  | エーゲ海 フォレガンドロス島とシキノス島（ ギリシャ）の間を通過                             |
| 北緯36度36分 東経25度0分 / 北緯36.600度 東経25.000度 | 地中海                  | クレタ海                                                                                   |
| 北緯35度25分 東経25度0分 / 北緯35.417度 東経25.000度 | ギリシャ                | クレタ島                                                                                   |
| 北緯34度56分 東経25度0分 / 北緯34.933度 東経25.000度 | 地中海                  |                                                                                            |
| 北緯31度57分 東経25度0分 / 北緯31.950度 東経25.000度 | リビア                  |                                                                                            |
| 北緯31度30分 東経25度0分 / 北緯31.500度 東経25.000度 | エジプト                |                                                                                            |
| 北緯30度50分 東経25度0分 / 北緯30.833度 東経25.000度 | リビア                  | 約12km                                                                                     |
| 北緯30度44分 東経25度0分 / 北緯30.733度 東経25.000度 | エジプト                |                                                                                            |
| 北緯29度15分 東経25度0分 / 北緯29.250度 東経25.000度 | リビアと エジプトの国境 |                                                                                            |
| 北緯22度0分 東経25度0分 / 北緯22.000度 東経25.000度  | リビアと スーダンの国境 |                                                                                            |
| 北緯20度0分 東経25度0分 / 北緯20.000度 東経25.000度  | スーダン                |                                                                                            |
| 北緯9度58分 東経25度0分 / 北緯9.967度 東経25.000度   | 南スーダン              |                                                                                            |
| 北緯7度58分 東経25度0分 / 北緯7.967度 東経25.000度   | 中央アフリカ            |                                                                                            |
| 北緯5度0分 東経25度0分 / 北緯5.000度 東経25.000度    | コンゴ民主共和国        |                                                                                            |
| 南緯11度15分 東経25度0分 / 南緯11.250度 東経25.000度 | ザンビア                |                                                                                            |
| 南緯17度36分 東経25度0分 / 南緯17.600度 東経25.000度 | ナミビア                | カプリビ回廊                                                                               |
| 南緯17度43分 東経25度0分 / 南緯17.717度 東経25.000度 | ボツワナ                | マカディカディ塩湖を通過                                                                   |
| 南緯25度45分 東経25度0分 / 南緯25.750度 東経25.000度 | 南アフリカ共和国        | 北西州 北ケープ州 - 約8km 北西州 北ケープ州 - 約8km フリーステイト州 北ケープ州 東ケープ州 |
| 南緯33度59分 東経25度0分 / 南緯33.983度 東経25.000度 | インド洋                |                                                                                            |
| 南緯60度0分 東経25度0分 / 南緯60.000度 東経25.000度  | 南極海                  |                                                                                            |
| 南緯70度7分 東経25度0分 / 南緯70.117度 東経25.000度  | 南極大陸                | ドローニング・モード・ランド（ ノルウェーが領有権を主張）                                  |